# Vranica
Le Vranica fait partie d'un groupe montagneux du centre de la Bosnie-Herzégovine, dans les Alpes dinariques. Ce massif est géologiquement plus ancien que les massifs avoisinants, mais morphologiquement semblable. L'étagement de la végétation y est marqué avec des vallées boisées et des sommets au-delà de l'étage alpin. Le plus haut d'entre eux est le pic Nadkrstac, à 2 110 mètres d'altitude, suivi du pic Locika (2 107 m). À l'est de ces deux pics, le mont Vranica possède un lac glaciaire appelé Prokosko Jezero, à proximité du col Sarajevska vrata, où d'anciens abris de bergers ont été réaménagés en refuges pour les randonneurs.